# Сент-Анн (Манитоба)
Сент-Анн (фр. Sainte-Anne-des-Chênes) — город в провинции Манитоба, Канада, расположенный в 42 км к юго-востоку от Виннипега. По данным переписи 2011 года, население города составляет 1626 человек. Сент-Анн известен тем, что расположен на берегу реки Сены, через город проходит торговый путь Олд Доусон Трейл. Город окружён одноимённым сельским муниципалитетом.

## История
Первое поселение в этом районе, известное как «La Pointe-de-Chenes», было создано в 1856 году, когда эта территория была частью Земли Руперта. Первые франкоговорящие жители из Восточной Канады прибыли на эти земли в поисках сельскохозяйственных угодий. Первые поселенцы занялись добычей лесных материалов, поставляя их для строительство собора Святого Бонифация. Город служил местом остановки для путешественников по пути в Виннипег по знаменитому торговому пути Доусон Трейл.
В июне 1959 года Сент-Анн получил серьёзные повреждения в результате сильнейшего наводнения в истории города. Вода поднималась с огромной скоростью, в результате чего больница города была эвакуирована. В 1960 году был завершён проект, призванный предотвратить возможные наводнения в будущем.

## География и климат
Сент-Анн расположен к востоку от продольного центра Канады (около географического центра Северной Америки) примерно в 80 км к северу от границы с Соединенными Штатами Америки, недалеко от восточного края канадских прерий. К западу от города находится богатая сельскохозяйственная земля, к востоку — бореальный лес. Река Сена проходит прямо через город. Ближайший город, с населением более чем в 500 000 жителей — Виннипег, приблизительно в 40 км к западу от Сент-Анн.
Сент-Анн имеет резко континентальный климат. город расположен примерно в 250 километрах к северо-западу от города Интернашенал-Фолс (штат Миннесота, США), который, по данным американского ежедневника USA Today — самое холодное место в континентальной части США. Лето короткое и прохладное, всего три месяца (с июня по август), когда средняя высокая температура превышает 20 °C. Даже в летние месяцы, в вечерние и ночные часы довольно прохладно, например средняя низкая температура в июле — 13 °C. Весна и осень довольно разнообразны, но в целом прохладно. В среднем есть только 110 не морозных дней в году. Зимы можно охарактеризовать как чрезвычайно долгие и холодные, со снежным покровом с ноября по март. По данным Министерства окружающей среды Канады, средние ежедневные высокие температуры находятся в диапазоне от -13 °C до 26 °C , средние низкие температуры — от -23 °C до 13 °С. Погода характеризуется обилием солнечного света в течение всего года. Июль считается самым солнечным месяц, ноябрь — наименее солнечный.

## Инфраструктура и общественные услуги

### Транспорт
Сент-Анн находится в 40 километрах от Виннипега . Между Сент-Анн и Виннипегом проложено четырёхполосное транс-канадское шоссе. Шоссе 12 соединяет Сент-Анн с границей с Соединенными Штатами, как и транс-канадское. Две второстепенные, провинциальные дороги 207 и 210 проходят через город. PR 207 является частью старого торгового пути Доусон Трейл, который является одной из самых старых дорог, когда-либо связывавших Манитобу с северо-западным Онтарио.
Международный аэропорт им. Джеймса Армстронга Ричардсона в Виннипеге находится в 60 километрах, от Сент-Анн.

### Экономика
Крупнейшие отрасли экономики в городе — сектор здравоохранения и образование. В городе есть дом по уходу за старшими, который может вместить 150 человек, город и его окрестности обслуживает больница Сент-Анн.

### Образование
Сент-Анн имеет четыре школы: общеобразовательная школа Сент-Анн (английский, 8 классов), школа с углублённым изучением каких-либо предметов (французский, 8 классов), школа с углублённым изучением каких-либо предметов (английский, 9 или 12 классов), и школа Pointe-des-Chênes (французский 12 классов). Французские студенты, получившие полное среднее образование и желающие продолжить учёбу во французских учебных заведениях,  обычно проходят дополнительное обучение в колледже  Collège Lorette Collegiate, приблизительно в 20 км к западу от Сент-Анн.

### Здравоохранение
Местная больница была открыта в 1954 году сейчас имеет 21 кровать, кабинет неотложной помощи, обслуживающий жителей Сент-Анн и прилегающие районы. Последние инвестиции в Сент-Анн Больница включают проект, стоимостью $1 500 000, который должен улучшить больницу, включая создание двух новых родильных комнат. В октябре 2007 года министр здравоохранения Манитобы объявила, что в ремонт больницы города Сент-Анн будет вложен дополнительно более $ 6 000 000. Ремонт был завершён в 2010 году.
Для пожилых людей, в городе есть специальное учреждение Villa Youville. Объект расположен на берегу Сены.
Центр Medicale Seine имеет штат врачей и лабораторию, в клинике есть также аптека. Напротив медицинского центра находится стоматологический центр Seine River Dental Centre.

### Храмы
В городе есть две церкви. Первая — католическая церковь (открыта в 1898 году) — местная достопримечательность. Месса проводится на французском и английском языках. В 2007 году церковь была отреставрирована. Сент-Анн также имеет церковь Dayspring Fellowship Church; служба проводится на английском языке.

### Услуги
В Сент-Анн есть городская библиотека, построенная на пожертвования местного населения. В Сент-Анн есть также и пожарная станция, работающая на добровольной основе.

## Спорт
Хоккей и кёрлинг — любимые виды спорта Сент-Анн. В городе есть ледовая арена и каток для кёрлинга. Сент-Анн Эйсес — хоккейная команда из города Сент-Анн, играющая в хоккейной лиге Карильон Сеньор. В городе также довольно популярны футбол и бейсбол.

## Парки
В Сент-Анн есть Parc des Redemptoristes, который расположен на берегу Сены.

## Известные люди
- Бэйли Брэм — канадская хоккеистка, чемпионка мира по хоккею 2012.
- Мария Чапут — сенатор от Манитобы.
- Гарнет Экселби — профессиональный хоккеист, игрок Торонто Мейпл Лифс.
- Жоселин Ларок — канадская хоккеистка, чемпионка мира по хоккею 2012, олимпийская чемпионка.
- Пол Массикотт — канадский сенатор.
- Рэймонд Симард — бывший член парламента Канады.